# プラドレーヴェス
プラドレーヴェス（伊: Pradleves）は、イタリア共和国ピエモンテ州クーネオ県にある、人口約200人の基礎自治体（コムーネ）。

## 地理

### 位置・広がり
| 隣接するコムーネは以下の通り。 - カステルマーニョ - デモンテ - ドロネーロ - モンテロッソ・グラーナ |

#### 地震分類
イタリアの地震リスク階級 (it) では、3s に分類される
。

## 行政

### 分離集落
プラドレーヴェスには、以下の分離集落（フラツィオーネ）がある。
- Fodone, Rionero, Funse, Riosecco, Ubaio, Garaccio, Follia, Pratorosso, Sciugliere, Costabella, Pentenera, Scaletta, Motrua, Cialancia, Fugirosso, Grange, Sagnetta, Comune, Presa, Cogno, Gerbido, Teiè, Cappella, Balmarossa, Seviana, Balma, Campaccio, Raméi.